# Ronald Dworkin
Ronald Myles Dworkin (11. prosince 1931 Providence, Rhode Island, USA – 14. února 2013 Londýn, Anglie) byl americký filosof práva a představitel politické filosofie. Byl dlouholetým profesorem na University College London a na New York University.

## Život
Ronald Dworkin se narodil v roce 1931 v Providence v státe Rhode Island, ve Spojených státech. Bakalariát vystudoval na Harvard University a na Magdalen College, Oxford, kde mezi jeho učiteli byl i Sir Rupert Cross. Dworkin poté studoval práva na Harvard Law School a byl asistentem soudce Learned Handa, který působil u amerického Federálního odvolacího soudu. Soudce Hand označil Dworkina za svého nejlepšího asistenta a Dworkin uznává soudce Handa za jednoho ze svých nejdůležitějších mentorů.
Dworkin pak krátce pracoval u významné právnické firmy Sullivan and Cromwell v New York City a od roku 1962 byl profesorem práva na Yale University, od roku 1968 jako držitel Hohfeldovy stolice právní vědy. V roce 1969 nastoupil po H. L. A. Hartovi na stolici právních věd v Oxfordu a od roku 1994 byl také profesorem práv na New York University. Po odchodu z Oxfordu přednášel také na University college London. Byl také dlouholetým přispěvatelem pro The New York Review of Books.

## Myšlení a dílo
Dworkin byl radikální zastánce lidských práv a právo je pro něho především historicky vzniklý celek, který je třeba interpretovat a rozvíjet. Dworkin odmítal pozitivistické pojetí práva (včetně teorie svého oxfordského předchůdce H. L. A. Harta), které začíná od oprávnění zákonodárce a nezabývá se souvislostí práva s morálkou. Právo podle Dworkina naopak vychází z práv jednotlivých lidí a při svém vývoji i výkladu s morálkou nutně souvisí. Úkolem právní teorie je poradit soudci, jak má správně rozhodovat, a podle Dworkina by dokonale vzdělaný soudce, který by měl dost času, vždycky našel to nejlepší řešení.
| „                                     | Žijeme v právu a z práva. Právo nás dělá tím, čím jsme: občany, zaměstnanci, lékaři, manželkami a majetníky. (...) Jsme poddaní říše práva, i když diskutujeme, co z toho pro nás plyne . | “ |
| — R. Dworkin, Law´s empire. Předmluva | |   |